# Wilhelm Beck
Wilhelm Beck (en allemand : [ˈvɪlhɛlm bˈɛk]), né le 26 mars 1885 à Triesenberg et mort le 20 janvier 1936 à Walenstadt, est un avocat et un homme politique du Liechtenstein.

## Carrière
Beck suit une formation d'avocat et ouvre son propre cabinet à Vaduz en 1914. Il travaille sur des lois concernant les services financiers du Liechtenstein, telles que la loi sur les personnes et les sociétés du Liechtenstein de 1926,.
Il est un opposant politique de premier plan pendant la Première Guerre mondiale et est l'un des fondateurs du Parti populaire chrétien-social en février 1918,. Il est membre du Landtag du Liechtenstein de 1918 à 1928, puis de 1932 à 1936.

## Vie privée
Beck épouse Maria Anna Bürke en 1921 et ils ont un fils qui est également actif en politique.